# Voglio tornare a casa!
Voglio tornare a casa! (I Want to Go Home) è un film del 1989 diretto da Alain Resnais. La pellicola è stata presentata in concorso alla 46ª Mostra internazionale d'arte cinematografica di Venezia nel 1989.